# Sundern (Sauerland)
Sundern (Sauerland) este un oraș din landul Renania de Nord-Westfalia, Germania. 